# Prix Séraphin-Marion
Le prix Séraphin-Marion a été créé en 1984 en l’honneur d’un écrivain franco-ontarien, défenseur des droits des francophones hors-Québec, né en 1896 et décédé en 1983. Le prix est décerné chaque année par la société Saint-Jean-Baptiste de Montréal.
Le prix est décerné à une personnalité qui défend les droits de la francophonie hors-Québec.

## Liste des Lauréates et lauréats
- 1984 : Maurice Gauthier[2]
- 1984 : Association canadienne-française de l'Ontario (ACFO)[2]
- 1986 : père Léger Comeau[2]
- 1987 : Roland A. Pinsonnault[2]
- 1988 : Mathilda Blanchard[2]
- 1989 : Yves Saint-Denis[2]
- 1990 : Rolande Soucie[2]
- 1991 : Euclide Chiasson[2]
- 1993 : J.L. Gilles Levasseur[2]
- 1996 : André Boudreau[2]
- 2000 : Gisèle Lalonde[2]
- 2001 : Jean Poirier[2]